# Tóth Menyhért
Tóth Menyhért (Szeged-Mórahalom, 1904. január 2. – Budapest, 1980. január 11.) posztumusz Kossuth-díjas magyar festő.

## Életút
Szeged-Mórahalmon született, de a család még a festő kisgyermekkorában Miskén telepedett meg, mivel a szülők eredetileg miskeiek voltak és csak idénymunka miatt tartózkodtak Mórahalmon. Gyermekéveit Miskén töltötte. 1930-1935 között a Képzőművészeti Főiskola növendéke volt, Réti István, Vaszary János és Kandó László voltak a mesterei. Tanulmányai befejezése után gyermekévei színhelyére, Miskére költözött vissza, 1945-1958 között mezőgazdasági munkákból, szobafestésből élt, így első, 1941-es egyéni kiállítását huszonhét évig nem követte önálló tárlat. Magányosan, elszigetelten élt és alkotott annak ellenére, hogy törzstagja volt a tokaji művésztelepnek, a bajai festők csoportjának és egyik alapítója a hajósi alkotótábornak. 1964-től szerepeltek képei egyéni és csoportos kiállításokon. 1976-ban érdemes művész kitüntetésben részesült.  1990-ben posztumusz Kossuth-díjjal jutalmazták életművét.
Budapesten érte a halál, Miskén helyezték örök nyugalomra. Itt gondozzák sírját, műemlékké nyilvánították lakóházát, iskolát és utcát neveztek el róla, szobrot emeltek tiszteletére.

## Művészi hagyatéka
Képeiből vásárolt Deák Dénes (1931-1993) budapesti műgyűjtő, kinek hagyatéka, a Városi Képtár – Deák Gyűjtemény a székesfehérvári Városi Képtárban található. Tóth Menyhért művész hagyatékának zöme a Kecskeméti Katona József Múzeum képtárába került. A művész özvegye 46 képet ajándékozott a hódmezővásárhelyi Alföldi Galériának. Igazán halála után kezdték felfedezni a „naiv festőt”, aki  mestereitől megtanulta a naturalista, impresszionista, kubista, konstruktivista stílus ecsetvonásait, s a kortárs festés mesterségbeli fogásaival is lépést tartott. Nem szakadt el teljesen a figurális ábrázolástól, s örömét lelte a látványfestésben, archaikus és néprajzi motívumokat is szívesen alkalmazott, színei nem harsognak, kontúrokat jeleznek. Egyik legutóbbi kiállítását 2011 tavaszán rendezték Pécsett a Zsolnay Negyedben.
Műveit őrzi a Kecskeméti Katona József Múzeum, a Magyar Nemzeti Galéria, a Fővárosi Képtár.

## Kiállításai (válogatás)

### Önálló kiállításai
- 1941 – Budapest, Műbarát
- 1964 – Hódmezővásárhely, Tornyai János Múzeum
- 1968 – Miske (a község 250. éves alapítása alkalmából)
- 1968 – Kalocsa, Nagy Lajos Könyvtár
- 1969 – Budapest, Hazafias Népfront VI. kerületi Klubja
- 1969 – Tokaj, Helytörténeti Múzeum
- 1970 – Székesfehérvár, István Király Múzeum
- 1973 – Budapest, Csepel Galéria
- 1974 – Kecskeméti Katona József Múzeum
- 1974 – Kiskunfélegyháza, Művelődési Központ
- 1974 – Kalocsa, Képzőművészeti Kisgaléria
- 1975 – Budapest, Kis-Duna Galéria (Soroksár)
- 1976 – Budapest, Műcsarnok
- 1977 – Cagnes-sur-Mer (Franciaország)
- 1977 – Lengyelország
- 1978 – Kecskemét, Megyei Kórház
- 1978 – Veszprém, G. Dimitrov Megyei Művelődési Központ
- 1979 – Hajós, Községi Művelődési Ház
- 1979 – Községi Művelődési Ház, Hajós • Szeged-Mórahalom • Katona József Múzeum, Kecskemét (nyomtatott katalógussal)
- 1980 – Vigadó Galéria, Budapest (nyomtatott katalógussal)
- 1981 – Tóth Menyhért emlékkiállítás, Türr István Múzeum, Baja
- 1983 – Gödöllői Galéria, Gödöllő
- 1984 – Kecskeméti Katona József Múzeum (életmű-kiállítás, kat.), Kecskemét • Magyar Képzőművészeti Főiskola, Budapest (nyomtatott katalógussal)
- 1992 – Palme Ház, Budapest • Expo '92, Művészeti Pavilon, Sevilla (nyomtatott katalógussal)
- 1993 – Csepel Galéria, Budapest
- 1994 – Tóth Menyhért zarándokútja a feketétől a fehérig (gyűjteményes kiállítás, születésének 90. évfordulóján), KLTE, Debrecen
- 1995 – Festőterem, Sopron (nyomtatott katalógussal)
- 2000 – Vigadó Galéria, Budapest • Galéria 13, Soroksár, Budapest.

### Külföldi szereplései
- 1968. – Pozsony, Nemzetközi Naiv Festészeti Triennálé
- 1975. – Szimferopol (Szovjetunió), Bács-Kiskun megyei képzőművészek kiállítása
- 1977. – Cagnes-sur-Mer (Franciaország) Nemzetközi Festészeti Fesztivál
- 1977. – Mexikóváros, Magyar Képzőművészeti Kiállítás
- 1978. – Delhi, (India), Festészeti Triennálé
- 1979. – Lisszabon, XX. századi magyar festészet
- 1979. – Madrid, Jelenkori magyar művészet
- 1980. – Velencei Biennálé

## Írásai
- Tóth Menyhért. Levelek, vallomások; vál., szerk. Sümegi György; MMA, Budapest, 2022